# Niobi-titani
El niobi-titani (amb fórmula química Nb-Ti) és un aliatge de niobi i titani, utilitzat industrialment com a fil superconductor tipus II per a imants superconductors, normalment com a fibres Nb-Ti en una matriu d'alumini o coure.
La seva temperatura crítica és d'uns 10 kelvins.
Les propietats d'alt camp magnètic crític i densitat de supercorrent alta crítica del Nb-Ti van ser descobertes el 1962 a Atomics International per T. G. Berlincourt i R. R. Hake. Els aliatges Nb-Ti es destaquen per la seva fàcil treballabilitat i, per tant, assequibles, que els distingeixen d'altres materials superconductors.
Els aliatges Nb-Ti tenen un camp magnètic crític màxim d'uns 15 tesles i, per tant, són adequats per a la fabricació de superimants capaços de generar camps magnètics de fins a uns 10 tesles. Per a camps magnètics més alts, s'utilitzen habitualment superconductors de major rendiment però difícils de fabricar i, per tant, més cars com el niobi-estany.
El mercat global de la superconductivitat va ascendir a uns cinc mil milions d'euros el 2014. Els sistemes de ressonància magnètica (MRI), la majoria dels quals utilitzen niobi-titani, van representar al voltant del 80% d'aquest total.
Una cambra de bombolles del Laboratori Nacional d'Argonne té un imant Nb-Ti de 4,8 metres de diàmetre que produeix un camp magnètic d'1,8 tesla.
Es van utilitzar uns 1000 imants Nb-Ti SC a l'anell principal de 4 milles de llarg de l'accelerador Tevatron al Fermilab. Els imants es van enrotllar amb 50 tones de cables de coure que contenien 17 tones de filaments de Nb-Ti. Funcionen a 4,5 K generant camps de fins a 4,5 T.
1999: El colisionador d'ions pesats relativista utilitza imants de 1.740 Nb-Ti SC 3,45 T per doblegar els feixos en els seus 3,8 km doble anell d'emmagatzematge.
A l'accelerador de partícules Large Hadron Collider, els imants (que contenen 1200 tones de cable Nb-Ti de les quals 470 tones són Nb-Ti i la resta de coure) es refreden a 1,9 K per permetre un funcionament segur en camps de fins a fins a 8,3 T.